# Ганналы
Ганналы (туркм. Gaňňaly) — посёлок городского типа в Сарахском этрапе Ахалского велаята, Туркменистан. Посёлок расположен в 60 км от железнодорожной станции Теджен (узел линий на Ашхабад, Мары и Мешхед).
Статус посёлка городского типа с 1946 года. До 2000 года носил название Тедженстрой.

## Население
| 1959 | 1970 | 1979 | 1989 |
| ---- | ---- | ---- | ---- |
| 375  | 1144 | 2052 | 2011 |